# Marte (mitología)

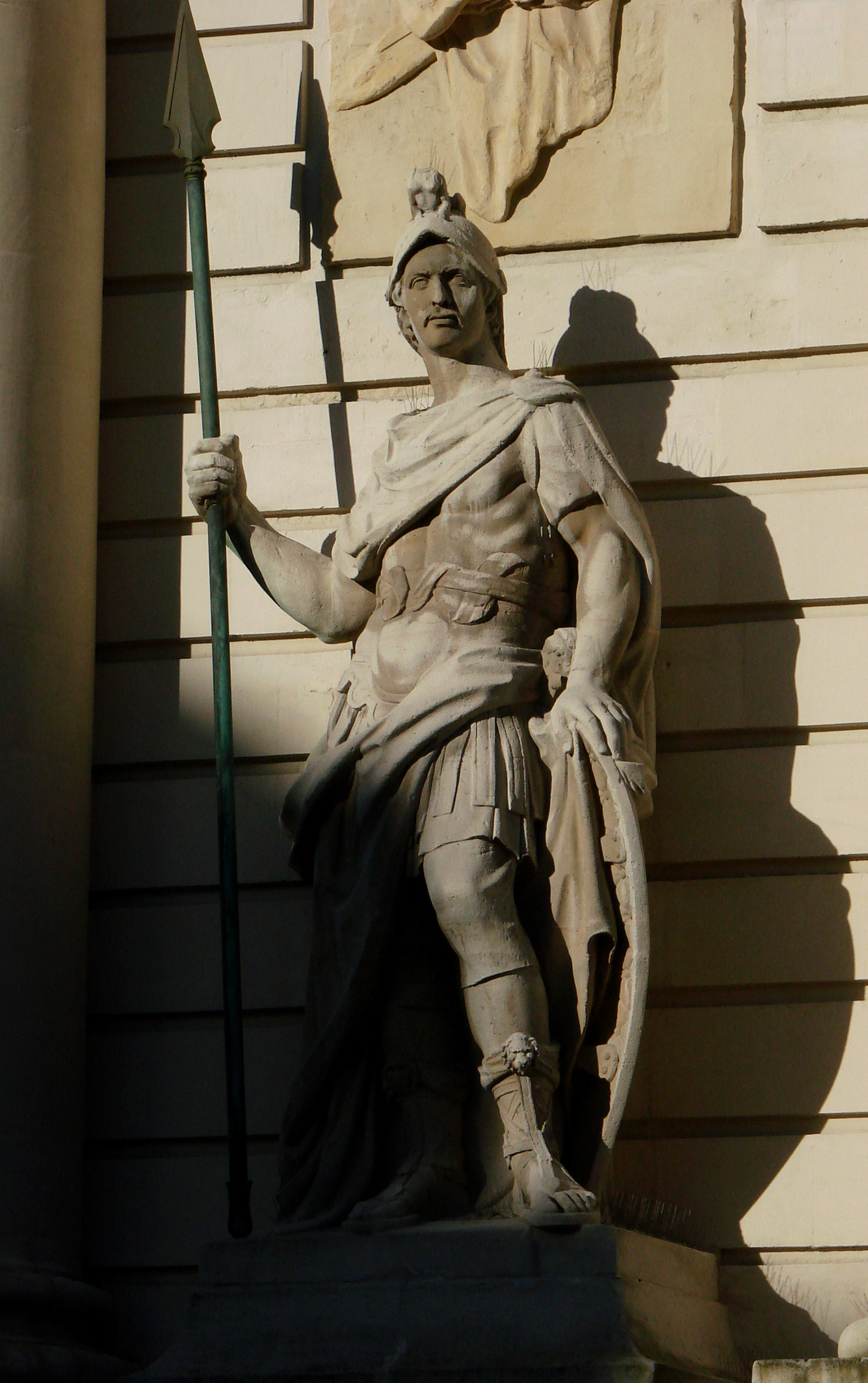
Marte, en la puerta de París de la ciudad de Lille.

En la mitología romana, Marte (en latín Mārs, Mārtis) era el dios de la guerra,  asociado con el ejército romano, un dios agricultural vinculado con el calendario  y especialmente considerado el padre del pueblo romano.  La virilidad como fuerza vital (vis) o virtud (virtus) es una característica esencial de Marte, favoreciendo la juventud, virilidad masculina, sexualidad, violencia y valentía. Georges Dumézil, bajo la teoría de la función triple protoindoeuropea, dice que Marte era un dios asociado a la fertilidad y el mundo rústico. Dirige sus energías a crear las condiciones necesarias para que crezcan los cultivos, ahuyentando a las fuerzas hostiles.
En las artes plásticas a Marte se le representaba como a un soldado con armadura y con un yelmo encrestado, y estaba entre era los dioses de la guerra más importantes del ejército romano. El lobo y el pájaro carpintero eran sus símbolos.  También era conocido como Mavorte (Mavortis) porque ‘desarrollaba grandes empresas’.  Como Gradivo (Gradivus), ‘el que marcha’, los soldados le juraban valor en la batalla.  Era uno de los dioses Consentes  y su culto quedaba en Roma bajo el flamen Martialis.
Bajo la influencia de la cultura griega, Marte fue identificado con el Ares griego, cuyos mitos fueron reinterpretados en la literatura romana y el arte bajo el nombre de Marte. Con todo, Marte no es simplemente un Ares romanizado, sino una deidad puramente itálica, patrón de muchas ciudades, como Alba Longa y tribus como la de los sabinos y los etruscos y se cree que el nombre Mars, sin derivaciones indoeuropeas, proviene del etrusco Maris antes del surgimiento de Roma. El carácter y dignidad de Marte diferían en maneras significativas de aquellas de su contrapartida griega, a quien se le trata a menudo con desprecio y repulsión en la literatura griega. A diferencia de Ares, que era visto principalmente como una fuerza destructiva y desestabilizante, Marte representaba el poderío militar como una manera de asegurar la paz, y era un padre (páter) del pueblo romano.
El altar de Marte en el Campo de Marte, el área de Roma que fue llamada en su honor, había supuestamente sido dedicado por Numa, el semilegendario segundo rey de Roma y amante de la paz. En épocas republicanas fue un centro de actividades electorales. Augusto cambió el foco del culto a Marte hacia el interior del pomerium (el borde ritual de Roma) y construyó un templo a Marte Ultor como un rasgo religioso central de su nuevo foro. En la genealogía y fundación mítica de Roma, Marte fue padre de Rómulo y Remo tras violar a Rea Silvia. Su aventura amorosa con Venus reconcilió simbólicamente dos tradiciones sobre la fundación de Roma: Venus era la madre divina del héroe Eneas, celebrado como el refugiado troyano que «fundó» a Roma varias generaciones antes de que Rómulo erigiera los muros de la ciudad.
La mayoría de festivales en honor a Marte se llevaban a cabo en marzo, el mes que fue nombrado en su honor (en latín, martius), y en octubre, que daba inicio a la temporada de campañas militares y terminaba la temporada de cosechas. Marte dio nombre al cuarto planeta del sistema solar: Marte, al segundo día de la semana (o tercero según algunas religiones, calendarios o regiones como en los Estados Unidos), el martes, y al tercer mes del año: marzo.

## Etimología
La palabra Mārs (genitivo Mārtis),  que en el latín antiguo y en el uso poético aparece también como Māvors (Māvortis),  es afín al osco Māmers (Māmertos). La forma latina más antigua de la que se tiene constancia, Mamart-, es probablemente de origen extranjero. Se ha explicado que deriva de Maris, el nombre de un dios-niño etrusco, aunque no hay acuerdo universal al respecto. Los estudiosos tienen opiniones diversas sobre si los dos dioses están relacionados, y si es así cómo. Los adjetivos latinos del nombre de Marte son martius y martialis, de donde la voz española «marcial», como en artes marciales, ley marcial o el nombre propio Marcial. En inglés martial dio los nombres Marcus, Mark y Martin.

## Mitología

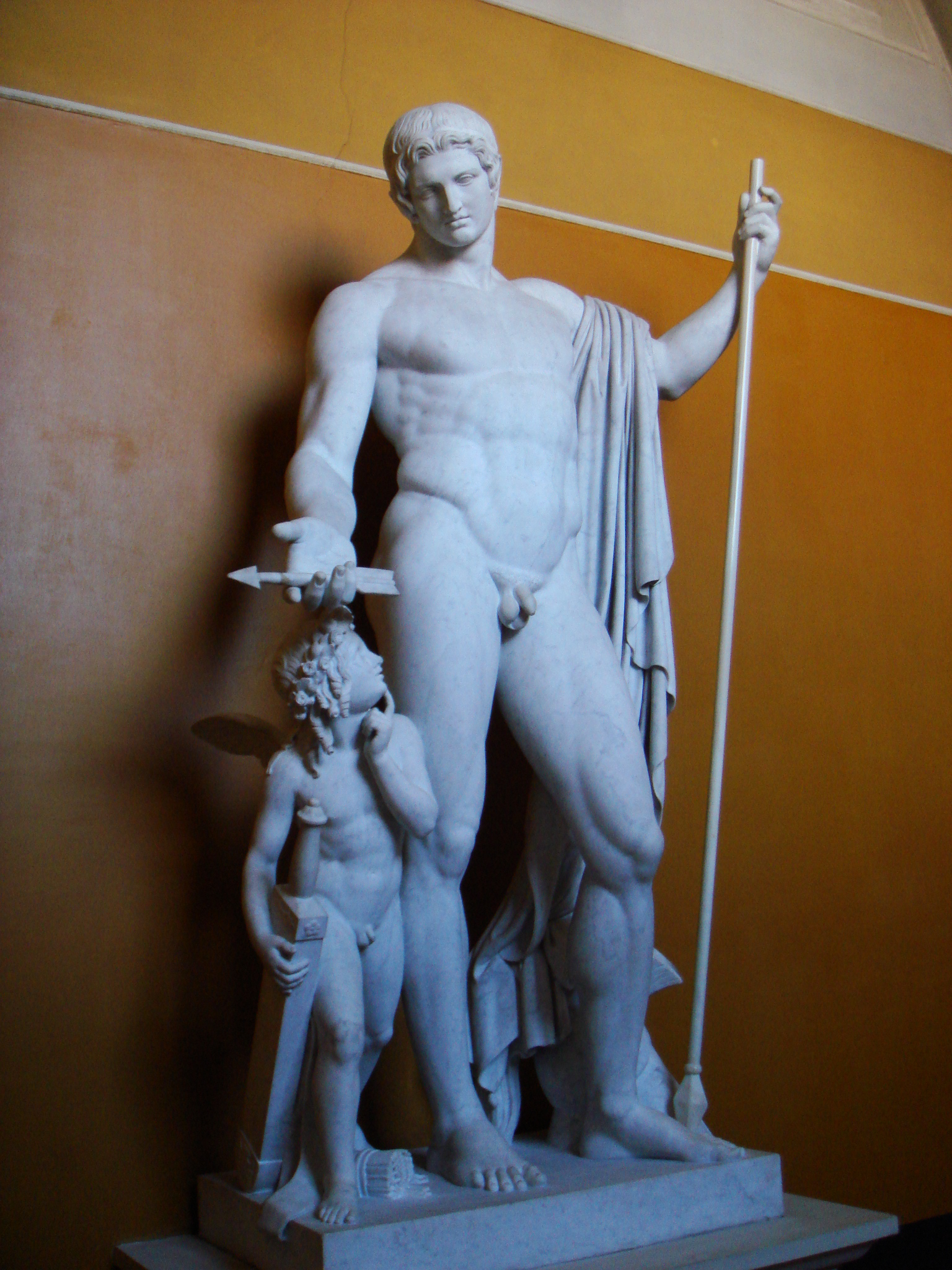
Marte y Cupido, obra del escultor danés Bertel Thorvaldsen.

Bajo el prisma de la interpretatio graeca se dice que Marte era hijo de Júpiter y de Juno. Lucio Ampelio dice que otro Marte nació de un tal Enopo y que este es Marspiter o Marte Enío.
En la versión de Ovidio Juno engendró a Marte sin unión. Se dice que Júpiter había usurpado la función aceptada de las mujeres como madres cuando dio a luz a Minerva directamente de su frente (o mente). Juno pidió consejo a la diosa Flora sobre cómo hacer lo mismo. Flora obtuvo una flor mágica y la probó en una novilla que quedó fecundada al instante. Después arrancó ritualmente una flor, con el pulgar, tocó el vientre de Juno y así la diosa quedó fecundada. Entonces Juno se retiró a Tracia a orillas del Mármara, preparada para dar a luz a Marte.   Esto pudiera explicar que, en el calendario romano, la Matronalia, una fiesta celebrada por las mujeres casadas en honor de Juno como diosa del parto, tenía lugar el primer día del mes de Marte, que también está marcado en un calendario de la antigüedad tardía como el cumpleaños de Marte. En el calendario romano más antiguo, marzo era el primer mes, y el dios habría nacido con el nuevo año.
A su esposa o consorte se la denomina como Belona o Nerio. Durante el imperio romano tardío a Nerio o Nerién se la terminó identificando con Minerva.  También se dice que Marte estaba enamorado de Minerva y Anna Perenna se hizo pasar por Minerva para engañarlo.  La reina Otrera también es llamada esposa de Marte.  De ambos nacieron las amazonas Hipólita  y Pentesilea. Antíope, otra amazona, también es hija de Marte.  La leyenda de Brite, hija de Marte y doncella de Diana en Creta, es una versión latina de la de Britomartis.   Higino recuenta los siguientes hijos de Marte: Enómao, Diomedes, Ascálafo y Yálmeno, Cicno, Niso, Tereo y Meleagro.
La unión entre Marte y Venus es más común entre poetas y filósofos que en la religión, obviamente influenciados por el mito griego. Ambos tuvieron dos hijas: Harmonía y Formido. Otros dicen que Anteros  o Cupido nació de la misma unión.  Marte se apareció en un sueño de Rea Silvia o Ilia y la violó en un bosque. De esta violación nacieron los gemelos Rómulo y Remo padres del pueblo romano.  No en vano a Marte se la hace padre de Quirino.  Cuando Vulcano supo que Venus había yacido secretamente con Marte, y que no se podía oponer a su fuerza, construyó una cadena inquebrantable y la puso alrededor del tálamo para capturar a Marte con su astucia. Cuando Marte acudió a la cita, cayó junto con Venus en la trampa y de esta manera ambos no se podían separar. Cuando Sol se lo refirió a Vulcano, este los vio atrapados y desnudos, y convocó a todos los dioses, que lo vieron. A consecuencia de esto la vergüenza infundió en Marte el temor de hacerlo de nuevo.
Nébula, madre de Frixo y Hele, llegó a ellos con un carnero de oro y ordenó a sus hijos que montaran en él, fueran a la Cólquide y sacrificaran el carnero allí en honor a Marte. Allí Frixo sacrificó el carnero y despositó en el templo de Marte su piel de oro, que custodiaba un dragón. Cadmo y su esposa Harmonía, hija de Marte, fueron convertidos en serpientes en el territorio de Iliria. Marte estaba enfurecido, porque Cadmo había matado a la serpiente protectora de la fuente Castalia.  El dragón, que era descendiente de Marte, había mató a los camaradas de Cadmo, pero este se vengó matándolo con una piedra. Hércules mató con sus flechas en la isla de Marte a las aves del Estínfalo, que disparaban sus plumas a modo de flechas.  Hércules también mató a Cicno, hijo de Marte, conquistándole con la fuerza de las armas. Cuando Marte se presentó y quiso luchar contra él debido a su hijo, Júpiter arrojó un rayo antre ambos.

## Descripción
Originalmente, Marte era el dios patrón de los pueblos itálicos, que eran tanto guerreros como agricultores, y esto se refleja en su naturaleza bivalente, como otros dioses romanos. Era un dios guerrero, que protegía a su pueblo contra sus enemigos. También era un dios ctónico asociado a la tierra, a la protección física y espiritual de los cultivos.
Reunía Marte las siguientes virtudes: intrepidez, temeridad ciega, valor y osadía, fuerza viril, la inspiración guerrera, y también era el dios que conducía a la victoria a los umbros, sabinos, latinos y romanos.
Era considerado como el padre de Rómulo y una de las tres divinidades tutelares de Roma junto con Júpiter y Quirino.
Como dominios de Marte se consideraban los bosques misteriosos en los que habitaba el pájaro carpintero.
Estaban consagrados a Marte, varios animales como el buey labrador, el caballo de batalla, los rebaños de carneros, y los cerdos que se le inmolaban.
Por tanto en Roma, Marte tenía varias funciones: dios bélico (dios de la guerra); dios de la cultura y laboreo del campo; dios de la primavera, y la potencia viril; y también el protector de la vida en los campos.

## Culto
Al contrario que su contraparte griega, Marte gozaba de una inmensa popularidad, y era la deidad más adorada en Roma, solo sobrepasada por Júpiter. Al ser padre de Rómulo, se le consideraba padre de todos los romanos.
Sus sacerdotes eran los salios (salii), encabezados por el Flamen Martialis. Estos sacerdotes, armados con los legendarios escudos y lanzas que Marte entregó a Numa Pompilio, ejecutaban una danza guerrera arcaica y primitiva; consistente en fuertes saltos y pisotones en el suelo, mientras se cantan himnos a Marte y Quirino. Los salios eran elegidos entre las familias patricias y el más famoso de los salios fue Escipión el Africano.

## Templos
Hasta la época de Augusto, solo había dos templos en Roma consagrados a Marte, el del Campo de Marte, originalmente un simple altar de sacrificio, y el de Mars Gradivus. Ambos templos estaban situados fuera del pomerium, el corazón sagrado de la ciudad, donde ningún ciudadano podía portar armas. Esto tenía un significado simbólico: mantener la guerra a una distancia prudencial, pero estar preparados para ella.
En la época imperial, los templos de Marte en Roma eran los siguientes:
- El templo de Roma, que compartía con Júpiter y Quirino, que hacían referencia a la descendencia del pueblo romano de Marte, padre de Rómulo y Remo. Quirino era un aspecto de Marte que después adquirió una personalidad separada como dios de la paz armada, y en tiempos de la república romana se identificó con Rómulo. Los romanos se llamaban a sí mismos hijos de Marte.
- El templo de Mars Ultor (Marte Vengador) situado en el Foro de Augusto.
- El templo de Mars Gradivus, Marte, el que precede al ejército en la batalla, situado en el exterior de la Puerta Capena de Roma, el lugar donde se concentraba el ejército antes de marchar para el inicio de una guerra.
- El Campus Martius, Campo de Marte, en principio fuera de los muros Servianos y del pomerium, donde tradicionalmente se recibía a los embajadores extranjeros y se erigían los templos de los dioses importados. En tiempos de Sila se celebraban allí los comicios centuriados, las elecciones, y se preparaban soldados y atletas. Más tarde se integró en la ciudad y fue siendo ocupado por otros tipos de edificios, como el Teatro de Pompeyo o el Ara Pacis.

## Festividades
La Feriae Martis se celebraban el 1 de marzo y el Armilustrium el 19 de octubre. Cada cinco años se celebraba una suovetaurilia, en la que se sacrificaban en su honor un cerdo, una oveja y un toro. El 27 de febrero y el 14 de marzo tenían lugar las carreras de caballos de la Equirria. El 23 de marzo se celebraba el Tubilustrium, en el que se purificaban las armas y las trompetas de guerra.
El 15 de octubre se celebraba una carrera de cuadrigas en el campo de Marte, donde uno de los caballos de la cuadriga ganadora se sacrificaba al dios.

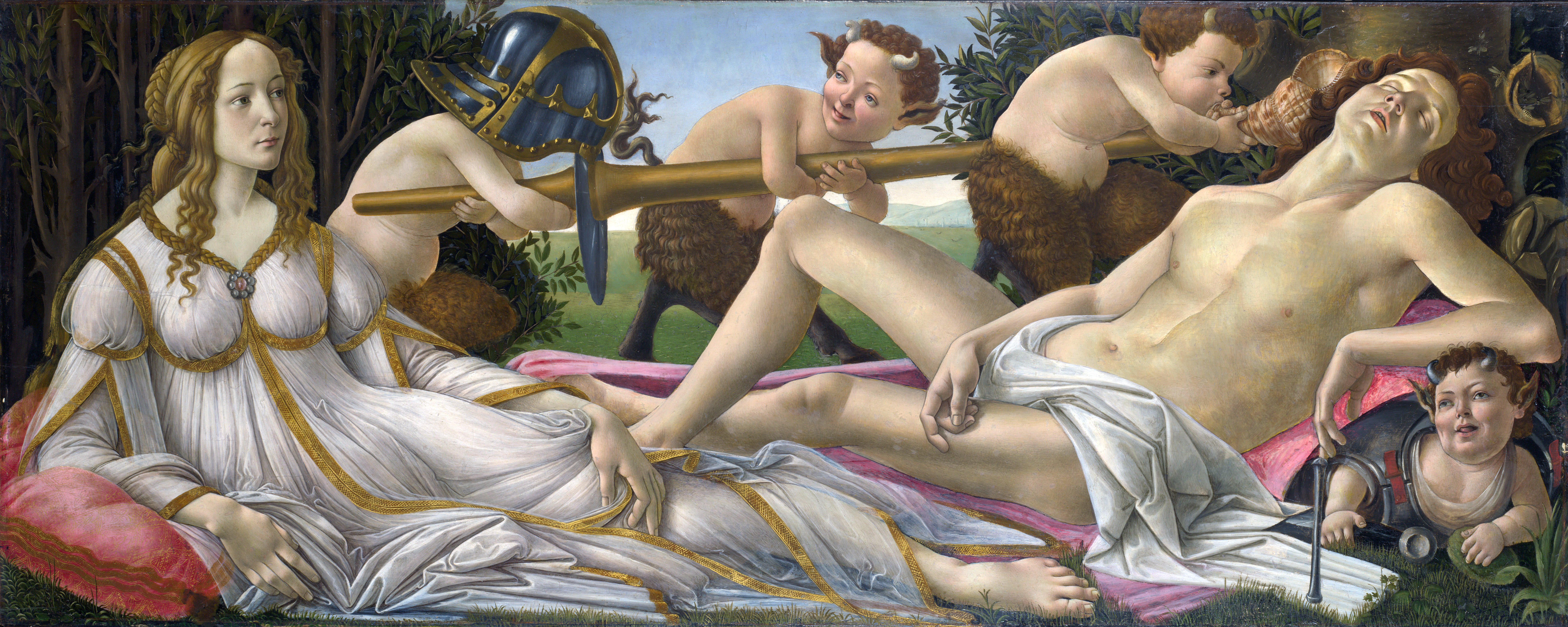
Venus y Marte. Sandro Botticelli (c. 1483)

## Epítetos
Como otros dioses romanos y helénicos, Marte fue también venerado por los pueblos bárbaros conquistados, nombrándole estos como sus dioses, lo que da como resultado multitud de epítetos.
A continuación se detallan los nombres con que era conocido en Roma:
- Mars Augustus: Augusto.

- Mars Campestris: Patrón del Campo de Marte.

- Mars Gradivus: Poderoso.

- Marmor: Escudo.

- Marspiter: Padre.

- Mars Quirinus: Padre de los romanos.

- Mars Sylvanus: Protector de los bosques.

- Mars Ultor: Vengador.

- Mars Victor: Victorioso.

## Iconografía

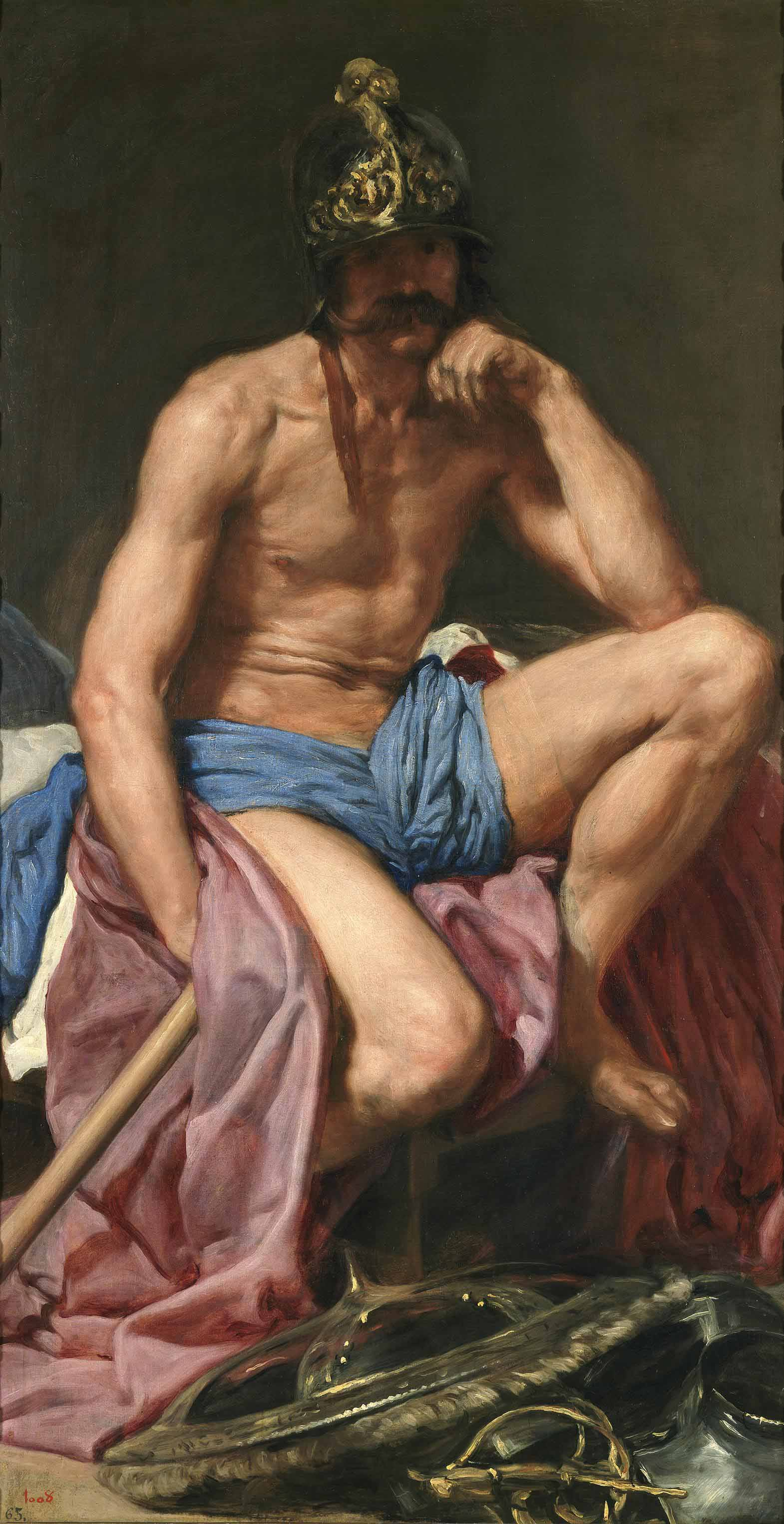
El dios Marte es una pintura de Diego Velázquez, conservada en el Museo del Prado.

Sus representaciones más antiguas son bastante uniformes, con atributos asimilados a su contraparte griega del dios Ares, hombre armado con casco y lanza principalmente, y a veces, escudo y espada. En ocasiones está desnudo, otras con vestimenta guerrera, e incluso con una capa sobre sus hombros, normalmente joven y afeitado pero otras veces se le representa maduro y barbado y con cierta frecuencia porta en su mano un bastón de mando.
Sobre su pecho, cuando lleva égida, se distingue la cabeza de Medusa. A veces se le ve montado en un carro tirado por perros livianos, otras sentado como un vago pero en actitud bélica. Pero su epíteto gravidus significa "cargado, completo, fuerte y fértil", indicando sus anteriores atributos asociados con la fertilidad y la agricultura.
Los antiguos sabinos le asimilaban a su propio dios de la guerra Quirino (del latín quiris, "lanza"), nombre que da lugar a la palabra quirites, término utilizado para designar a los ciudadanos romanos.
Se le representa también bajo la forma de lobo.
En el Altar de la Paz de Augusto (Ara Pacis), construido en los últimos años siglo I a. C., Marte es representado como un hombre maduro con cara "clasicista", barba corta rizada y bigote. Su casco es del tipo neoático emplumado. Lleva una capa militar (paludamentum) y una coraza adornada con un gorgoneion. Aunque el relieve está un poco dañado en este lugar, parece tener una lanza con guirnaldas de laurel, símbolo de una paz ganada mediante una victoria militar. De este modo, Marte se presenta como el antepasado digno del pueblo romano. El panel del Ara Pacis en el que aparece estaba enfrente del Campo de Marte, recordando así que Marte era el dios cuyo altar Numa estableció allí, es decir, el dios más antiguo de las instituciones cívicas y militares romanas.

### Lanza de Marte
La lanza es el instrumento de Marte de la misma manera que Júpiter maneja el rayo, Neptuno el tridente o Saturno la guadaña o la hoz. Unas reliquias o fetiches llamadas las Lanzas de Marte se mantenían en la Regia, antigua residencia de los reyes de Roma. En tiempos de la República, cada vez que el estado entraba en guerra, el sumo sacerdote del culto a Marte (Flamen Martialis) sacudía las lanzas, diciendo Mars vigila! (¡Despierta, Marte!); si las lanzas se movían tras dejarlas en su sitio, esto se interpretaba como un mal presagio, y se realizaban multitud de sacrificios para aplacar al dios. Cuando Marte está representado como portador de la paz, su lanza está coronada por laurel u otro tipo de vegetación, como en el Ara Pacis o en una moneda de Emiliano.